# Manœuvre d'équilibrage
Une manœuvre d'équilibrage ou de compensation consiste à équilibrer la pression de l'air contenu dans les cavités aériennes de la tête et le milieu extérieur, principalement dans le domaine de la plongée en apnée ou en scaphandre autonome, mais aussi dans le milieu aérien (ex. : aviation).

## L'équilibrage de pression
Lors de la descente, l'air contenu dans l'oreille moyenne d'un plongeur est en dépression par rapport au milieu ambiant, ce qui crée une déformation du tympan. Le plongeur doit alors volontairement insuffler de l'air dans son oreille moyenne via les trompes d'Eustache, afin d'équilibrer les pressions et ainsi éviter toute déchirure ou douleur. 
Cette manœuvre, si elle est mal exécutée, peut s'avérer traumatisante pour les tympans. C'est pourquoi elle doit être réalisée de manière précoce et fréquente lors de la descente en plongée. En revanche, les trompes d'Eustache sont ainsi faites qu'il n'est pas nécessaire de faire de manœuvre inverse à la remontée, l'équilibre se fait naturellement (l'air en surpression dans la caisse du tympan ouvre le conduit, ce qui facilite sa sortie).
Sur terre, (sauf variation de pression brutale) cette manœuvre n'est pas nécessaire dans la mesure où les trompes d'Eustache s'ouvrent d'elles-mêmes toutes les 1 ou 2 minutes.
Il existe plusieurs manœuvres d'équilibrage :
- manœuvre de Valsalva, du nom de son inventeur Antonio Maria Valsalva ;
- manœuvre de Frenzel ;
- manœuvre de Frenzel-Fattah (ou Mouthfill) ;
- manœuvre de Toynbee ;
- béance tubaire volontaire (Delonca) ou BTV.

## Les différentes manœuvres

### Valsalva
Il s'agit de la manœuvre la plus utilisée. Elle consiste à se pincer le nez et à souffler progressivement bouche fermée. Elle a néanmoins pour inconvénient d'être relativement traumatisante pour les tympans, étant donné que le plongeur force l'équilibrage, mais pour avantage d'être une des plus aisées à mettre en pratique. Elle est donc enseignée comme première méthode d'équilibrage, mais doit se voir substituer assez rapidement par une autre des méthodes citées ci-dessous. Elle ne peut être effectuée qu'à la descente. À noter que l'on risque un barotraumatisme important de l'oreille si l'on pratique le Valsalva pendant la remontée.

### Frenzel
La manœuvre dite de Frenzel consiste à plaquer la langue en haut et à l'arrière du palais. Il faut, nez pincé et glotte fermée, placer la langue sur le palais en prononçant le son « P », « T » ou « K » et utiliser la langue tel un piston pour compresser l'air contenu dans la cavité buccale. Ce mouvement crée ainsi une légère surpression. La méthode de Frenzel nécessite un certain entraînement mais est plus facile à réussir que la BTV pour les plongeurs qui ne contrôlent pas spontanément leurs muscles péristaphylins. Elle ne peut être effectuée qu'à la descente.

### BTV (béance tubaire volontaire)
Cette manœuvre consiste à ouvrir ses trompes d'Eustache en contractant ses muscles péristaphylins. Cette ouverture permet d'équilibrer les pressions entre l'oreille externe et l'oreille moyenne sans avoir besoin d'y envoyer de l'air de manière active. Les mains restent libres. Pour certaines personnes le contrôle de ces muscles se fait spontanément, tandis que pour d'autres un apprentissage est nécessaire. Elle peut se faire à la descente comme à la remontée.

### Toynbee, un équilibrage à la remontée uniquement
Elle consiste, nez pincé et mâchoire fermée, à effectuer un mouvement de déglutition en attirant l'air depuis les trompes d'Eustache. Elle est surtout utile en cas d'infection ou d'encombrement des voies respiratoires supérieures empêchant l'équilibrage à la remontée de ses faire naturellement.

## Cas particuliers

### Les enfants
On estime que chez les enfants, la maturité des trompes d'Eustache est atteinte vers l'âge de 7  à   8 ans. Avant d'avoir cet âge, il leur est très difficile de procéder à un équilibrage efficace. 
Ceci explique que, en France, la plongée sous-marine soit déconseillée en structure avant cet âge.

### Le vertige alterno-barique
C'est un incident qui arrive assez fréquemment en chasse sous-marine.
À la descente dans l'eau, lors de la manœuvre d'équilibrage, si cette dernière n'a pas été réalisée de manière symétrique, il y a un déséquilibre au niveau des informations fournies au cerveau par les canaux semi-circulaires, ce qui se traduit alors par un vertige. Cet incident survient souvent à la remontée en eau peu profonde, où le changement de pression est significatif.
Cet incident n'est pas dangereux en soi, si ce n'est qu'il survient dans un milieu dangereux et que la victime risque de paniquer et de se noyer.

### Traumatismes

#### Trompe d'Eustache
Le risque en plongée est de provoquer une congestion des trompes. Celle-ci peut cesser rapidement (en se mouchant doucement par exemple) ou persister et provoquer des bruissements dans les oreilles.
Le fait de forcer la manœuvre dans ces conditions peut entraîner une perforation du tympan.

#### Tympan
Lorsque le tympan a été traumatisé par un équilibrage trop tardif ou une manœuvre trop violente, il peut survenir une otite barotraumatique. Celle-ci peut aller de la simple inflammation à la perforation du tympan.

#### Coup de piston
Ce que l'on appelle un coup de piston est bien souvent une manœuvre de Valsalva effectuée trop tard et trop violemment. Il traumatise les petites membranes appelées fenêtres rondes et ovales entre les oreilles moyenne et interne. 
Cela crée alors des acouphènes, sensation de bruit dans l'oreille. En cas de persistance de la gêne auditive, il devient indispensable de consulter un spécialiste.